# حزب الشعب من أجل الحرية والديمقراطية
حزب الشعب من أجل الحرية والديمقراطية (بالهولندية: Volkspartij voor Vrijheid en Democratie) يُختصر VVD حزب سياسي ليبرالي محافظ في هولندا.
حزب الشعب من أجل الحرية والديمقراطية هو الحزب الرائد في البلاد، وهو سلف حزب الحرية، يدعم المشاريع الخاصة والليبرالية الاقتصادية.
تزعم مارك روته الحزب منذ 31 أيار 2006 إلى عام 2023، وشغل منصب رئيس وزراء هولندا منذ 14 تشرين الأول 2010 الى اعلان استقالته بشهر تموز 2023. دعمت حكومة روته الأولى بأغلبية برلمانية من قبل حزب النداء الديمقراطي المسيحي وحزب من أجل الحرية، ولكن هذه الأغلبية أصبحت غير مستقرة عندما رفض الأخير دعم تدابير التقشف وسط أزمة اليورو. لذلك، عقدت الانتخابات العامة في أيلول 2012. بقي الحزب الليبرالي الحزب الأكبر، ب 41 مقعدا. منذ تشرين الثاني عام 2012 حتى انتخابات آذار 2017، كان الحزب الشريك الأكبر في حكومة روته الثانية، في ائتلاف ارجواني مع حزب العمل.

## شخصيات بارزة
- يورام فان كلافيرين